# Kotalipara
Kotalipara è un sottodistretto (upazila) del Bangladesh situato nel distretto di Gopalganj, divisione di Dacca. Si estende su una superficie di 362,05 km² e conta una popolazione di 206.195 abitanti (dato censimento 1991).